# Nissan-Stadion
Das Nissan-Stadion (jap. 日産スタジアム, Nissan Sutajiamu; Internationales Stadion Yokohama jap. 横浜国際総合競技場, Yokohama Kokusai Sōgō Kyōgi-jō), nach dem gleichnamigen Sponsor Nissan benannt, ist ein Fußball- und Rugbystadion mit Leichtathletikanlage im Stadtbezirk Kōhoku-ku der japanischen Großstadt Yokohama. Es ist die Heimspielstätte vom Fußballverein Yokohama F. Marinos aus der J. League Division 1.

## Geschichte
Die Planungen für den Stadionbau begannen in den frühen 1990er-Jahren. Der Bau begann im Januar 1994 und wurde im Oktober 1997 abgeschlossen. Die am 1. März 1998 eröffnete Sportstätte verfügt über 72.327 Sitzplätze, von denen sich 34.371 auf dem Unterrang und 37.956 auf dem Oberrang befinden. Es ist derzeit das größte Stadion des Staates. Die 60,3 Milliarden Yen teure Anlage wird neben Fußball u. a. für Leichtathletik, Rugby, American Football sowie Kultur- und Unterhaltungsveranstaltungen genutzt. Die Dachkonstruktion deckt drei Viertel der Plätze ab. Das Spielfeld aus Naturrasen wird von einer neunspurigen Class 1 zertifizierten Leichtathletikanlage – die für internationale Meisterschaften geeignet ist – umschlossen. Die Pressetribüne bietet auf der Haupttribüne 288 Plätze.
Unter dem Dach in den Hintertorbereichen ist je eine Videowand mit den Maßen 19 m × 9 m installiert. Die Flutlichtanlage mit 824 Scheinwerfern leistet eine Beleuchtungsstärke von 1.500 bis 2.000 Lux. Auf den Rängen stehen 147 behindertengerechte Plätze zur Verfügung. Bei Bedarf können 485 weitere Plätze umgewandelt werden. Im Stadion sind insgesamt 528 Lautsprecher der Beschallungsanlage verteilt. Für die Besucher stehen an 50 Standorten im Stadion 406 Toiletten für Frauen und 378 für Männer zur Nutzung bereit. Die Haupttribüne besitzt ein um 5,5 Meter ausfahrbares Dachteil mit einer Länge von 146 Meter, damit die Pressetribüne und die VIP-Sitze geschützt sind. Der Pressekonferenzraum ist mit 350 Plätzen bestückt. Über das Dach gesammeltes Regenwasser wird zur Bewässerung des Spielfeldrasens genutzt. Darüber hinaus wird Brauchwasser zur Toilettenspülung und zum Wässern von Pflanzen und Grünflächen verwandt.
Die Anlage war eines von zehn japanischen Stadien bei der Fußball-Weltmeisterschaft 2002 in Südkorea und Japan. Neben drei Gruppenspielen wurde im International Stadium Yokohama (Internationales Stadion Yokohama) am 30. Juni 2002 das Finale zwischen Deutschland und Brasilien (0:2) ausgetragen. Im Jahr zuvor fand an gleicher Stelle als Generalprobe der FIFA-Konföderationen-Pokal 2001 statt. Von 2002 bis 2004 war das Stadion von Yokohama Schauplatz des Fußball-Weltpokals. Ferner wurden Partien – darunter alle Endspiele – der FIFA-Klub-Weltmeisterschaft 2005, 2006, 2007, 2008, 2011, 2012, 2015 und 2016 im Nissan-Stadion – das gemäß der FIFA-Regularien während der Wettbewerbe aus Rücksicht auf die offiziellen FIFA-Sponsoren wieder den alten werbefreien Namen trug – ausgetragen. Als International Stadium Yokohama war das Stadion unter anderem Endspielort der Rugby-Union-Weltmeisterschaft 2019. Das Nissan-Stadion war außerdem Spielort des Fußballturniers der Olympischen Sommerspiele 2020. Hier wurde auch das Finale der Herren ausgetragen.